# Сілволде
Сілволде (нід. Silvolde) — село в нідерландській провінції Гелдерланд. Входить до муніципалітету Ауде-Ейсселстрек.

## Галерея

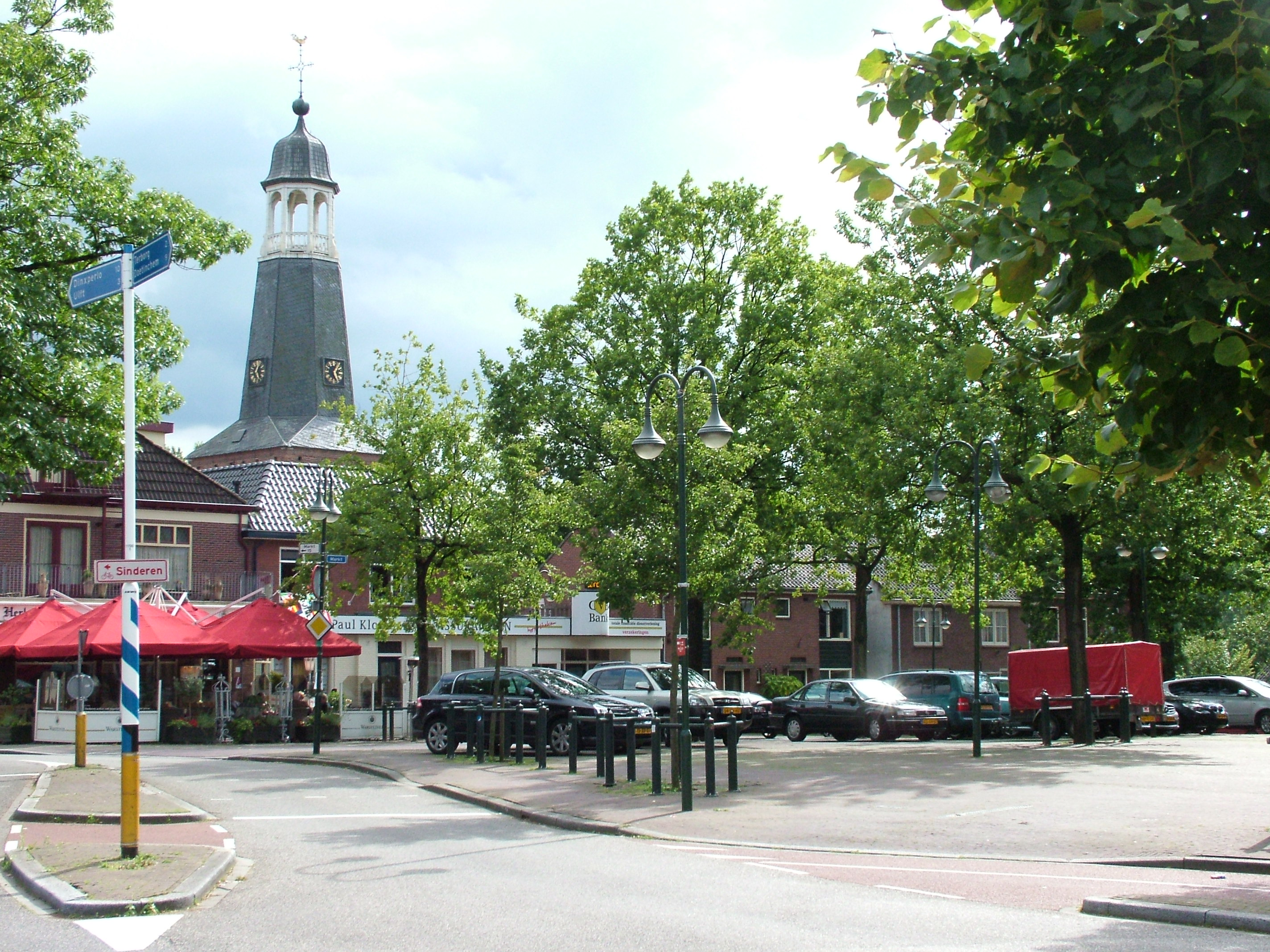
Сільський ринок
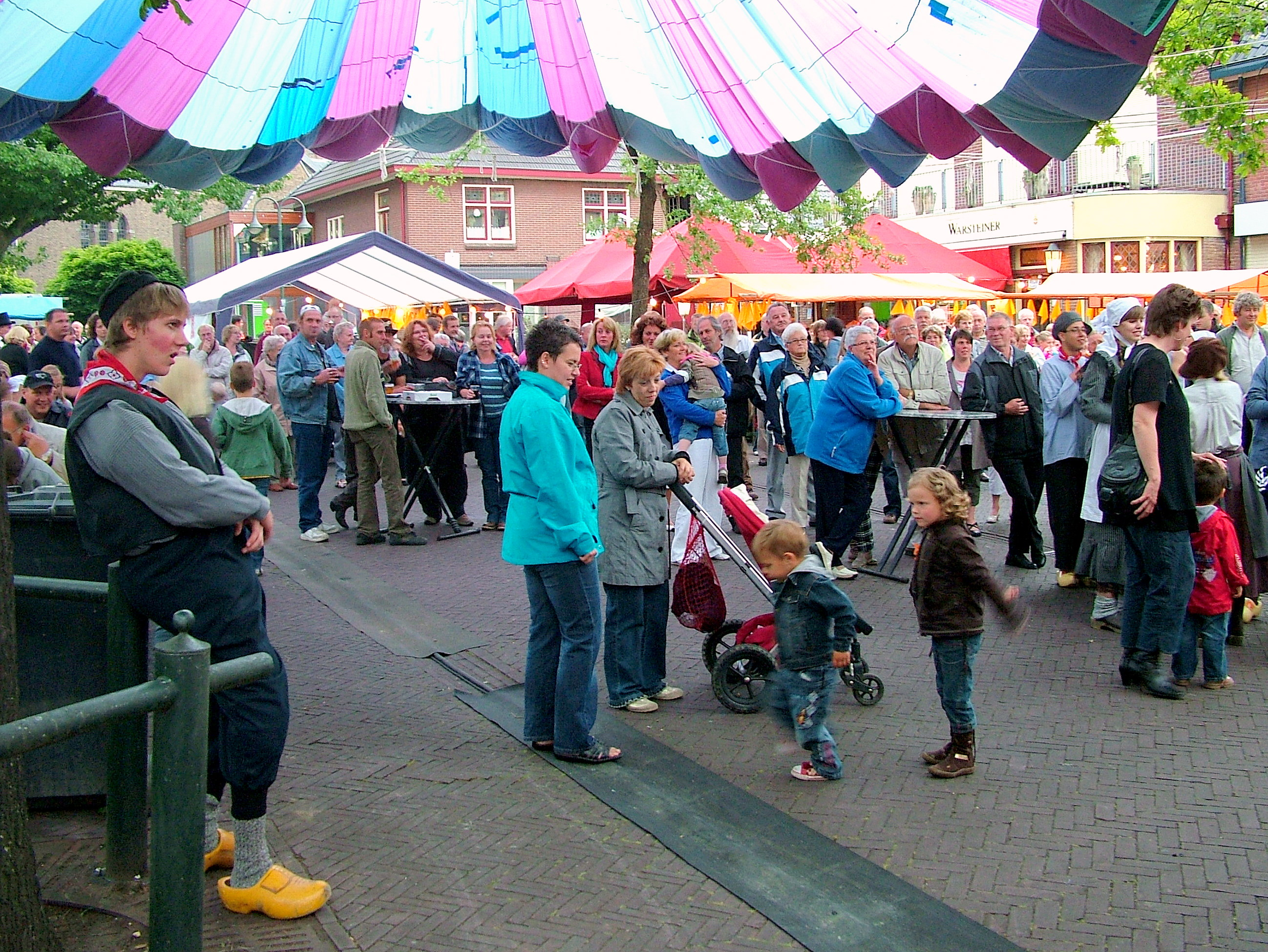
Літній ярмарок
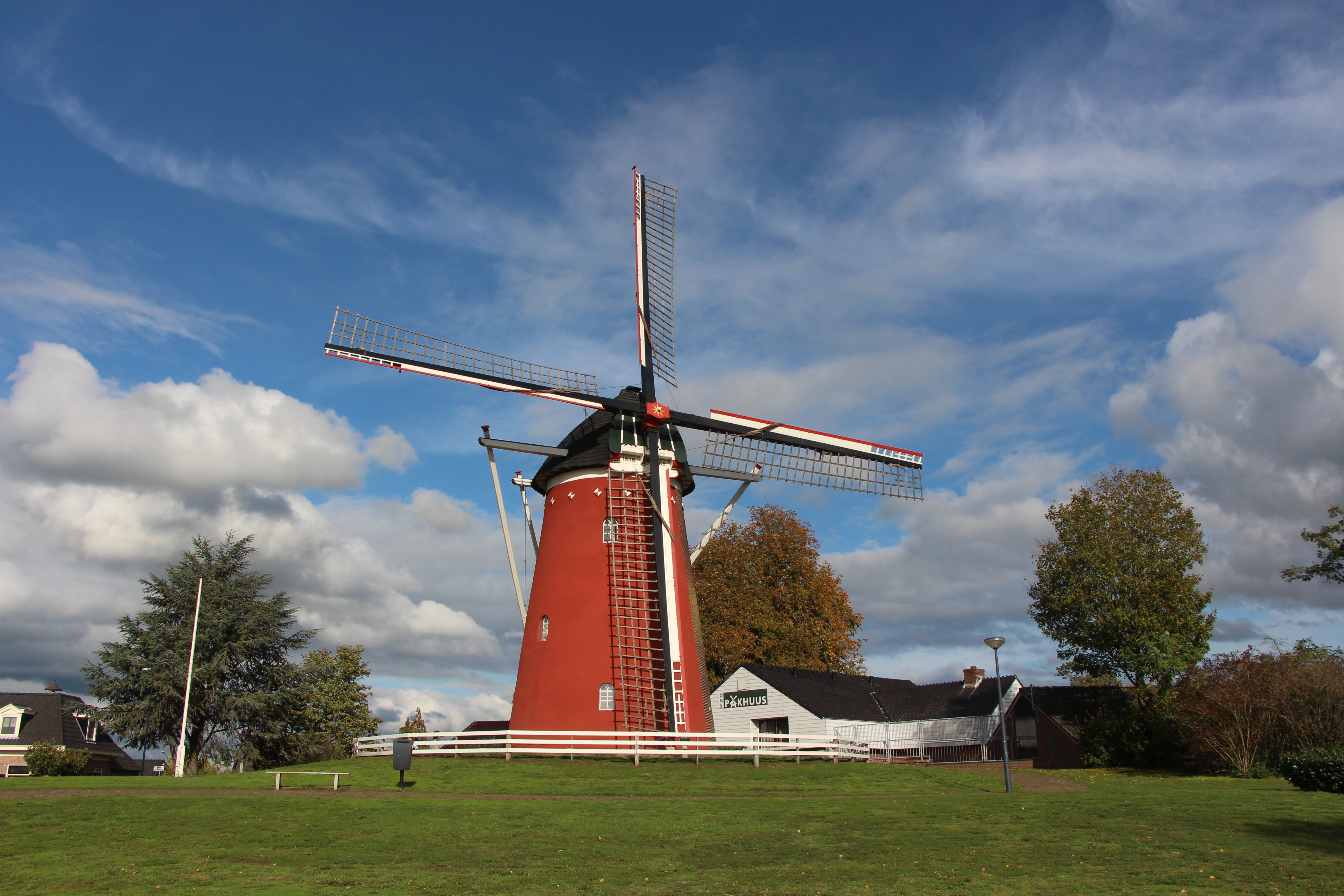
Вітряк
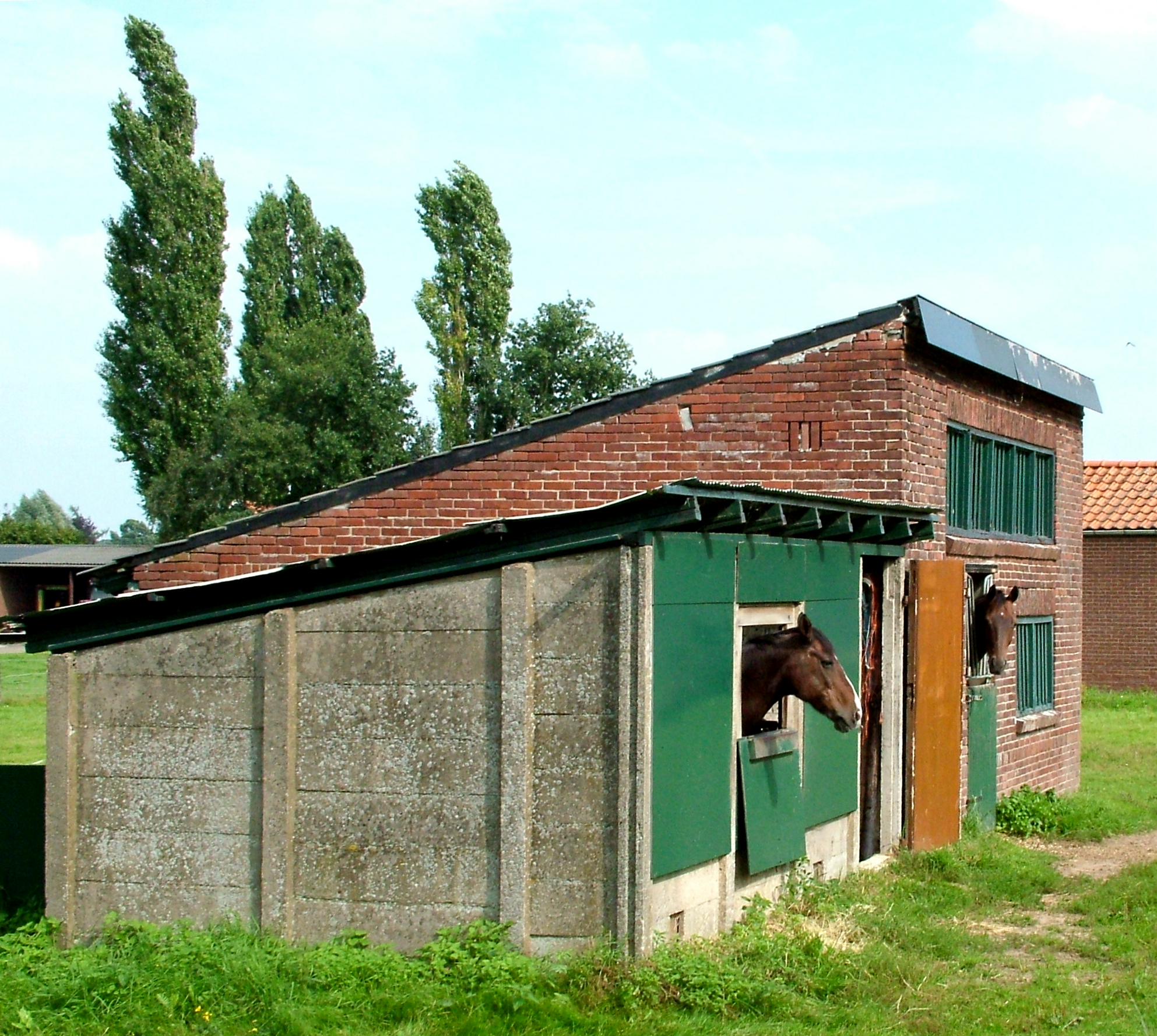
Стайні